# 뤼초 자유군단

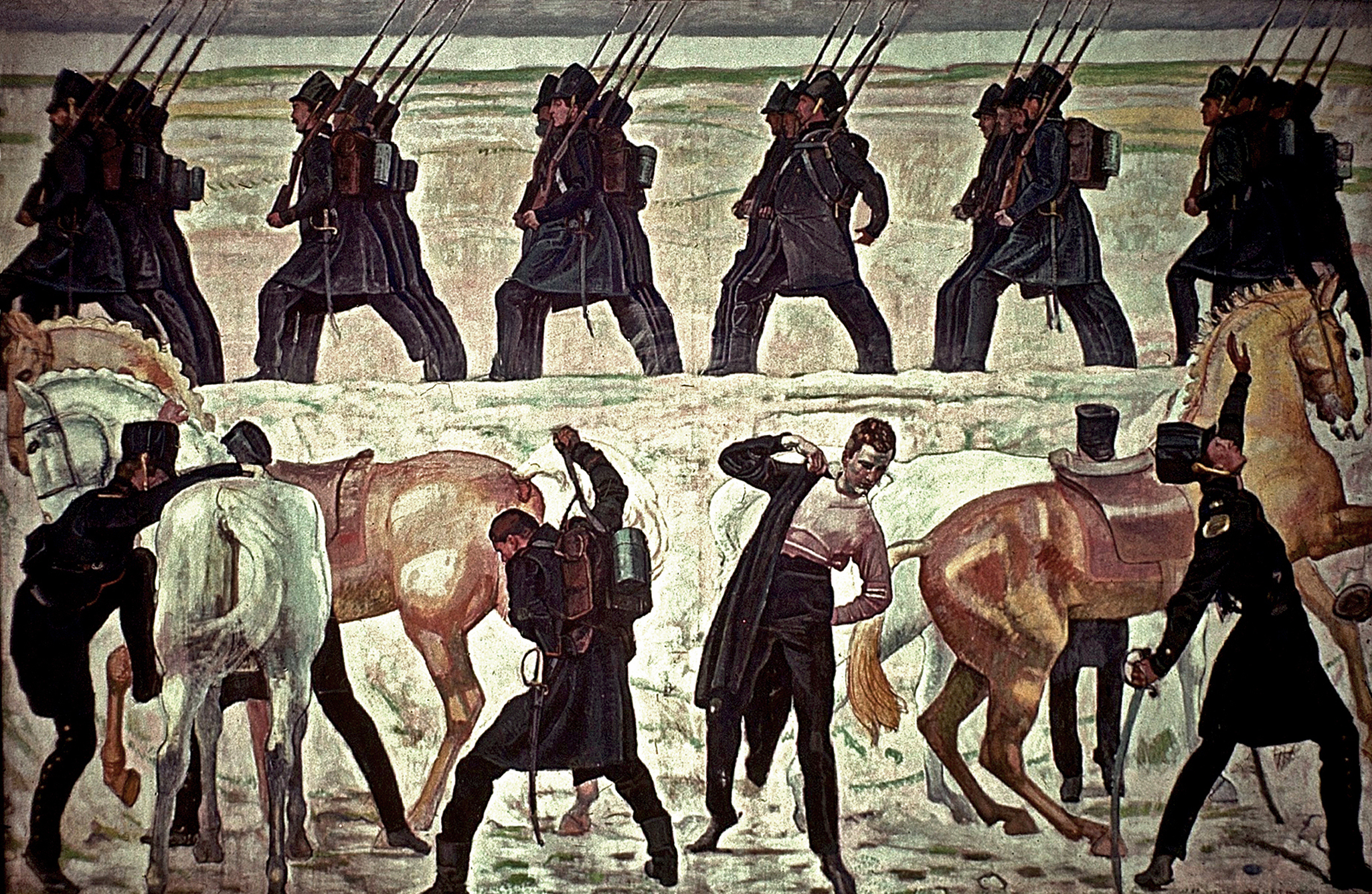
뤼초 자유군단에 합류한 예나의 학생들을 묘사한 페르디난트 호들러의 그림

뤼초 자유군단(독일어: Lützowsches Freikorps)은 나폴레옹 전쟁 시기에 조직된 프로이센 왕국 군대의 지원병 부대이다. 1813년부터 1814년 사이에 활동했으며 루트비히 아돌프 빌헬름 폰 뤼초(Ludwig Adolf Wilhelm von Lützow) 사령관의 이름을 따서 명명되었다. 대원들은 "뤼초 엽병"(Lützower Jäger) 또는 "검은 엽병"(Schwarze Jäger)으로도 널리 알려져 있으며 때로는 "뤼초 기수단"(Lützower Reiter)으로도 알려지기도 했다.

## 기원
이 부대는 1813년 2월에 공식적으로 "뤼초의 프로이센 왕립 자유군단"(Königlich Preußisches Freikorps von Lützow)으로 창설되었다. 불운한 페르디난드 폰 실 휘하의 장교였던 뤼초는 게르하르트 폰 샤른호스트 프로이센 육군 참모총장으로부터 측면 공격과 게릴라 전선의 배후에서 보병, 기병, 티롤 출신 엽병으로 구성된 자유군단을 조직하기 위한 허가를 받았다. 프랑스 제1제국의 나폴레옹 보나파르트 황제에 맞서 싸우기 위해 오스트리아를 포함한 독일 전역에서 지원병들이 모였는데 이 광범위한 군부대가 작은 독일 정부들을 제6차 대프랑스 동맹의 반열에 모으는데 도움을 줄 것으로 기대되었다.
뤼초 자유군단은 대부분 학생과 학자로 구성되었지만 실제로는 장인과 노동자로 구성된 전체 병력의 12%에 지나지 않았다. 작센 왕국 출신의 유명한 극작가이자 시인인 테오도어 쾨르너 이외에도 게오르크 프리드리히 케링, 프리드리히 프리센, 요제프 폰 아이헨도르프, 프리드리히 루트비히 얀을 비롯한 학자들, 작가들, 유명 인사들도 합류했다. 유치원 개념을 발전시킨 교육자인 프리드리히 프뢰벨도 뤼초프 자유군단 출신이다. 또한 엘레오노레 프로하슈카(Eleonore Prochaska), 아나 뤼링(Anna Lühring)과 같은 최소 2명의 여성은 남장을 하는 데에 성공했다.
1809년부터 티롤 해방을 위해 안드레아스 호퍼와 함께 싸웠던 지도자인 야코프 리들, 요제프 에네모저를 비롯한 티롤 주민들은 1813년 여름 휴전 이후에 뤼초 자유군단에 합류하였다.

## 장비
프로이센 왕국은 이미 정규군의 자금과 장비를 갖추는데 어려움을 겪었기 때문에 지원자들은 그들 자신의 수단으로 스스로 장비를 갖추고 보급해야 했다. 민간인 복장이나 낡은 제복들, 심지어 전리품으로 가져간 적군의 군복들은 단순히 염색된 경우가 많았다. 그러므로 검은색은 일반적인 프러시안 블루가 아닌 그들의 유니폼에 사용되었다. 왜냐하면 검은색은 즉흥적으로 옷을 염색하는 데 사용될 수 있는 유일한 색이기 때문이다. 그 재료의 품질은 종종 아쉬운 점이 많았다.
비슷한 경제상의 이유로 소위 리테브카(Litewka) 또는 폴란드식 프록 코트라고 불린 민간 스타일의 트렌치코트는 꼬리 구멍이 없는 이중 가슴 장식이 보병과 소총 분리를 위해 선택되었고 나중에 포병까지 확장되었다. 튜닉은 바지와 마찬가지로 검은색이었고 깃을 따라 계급장, 수갑, 에포렛, 튜닉의 앞 가장자리를 빨간색으로 장식했다. 장교들의 제복, 옷깃, 그리고 수갑은 벨벳으로 장식되어 있었다. 튜닉의 앞면에는 8개의 엠보싱된 금빛 단추가 2개의 세로 줄무늬로 배열되어 있다.
특별한 기술을 가진 지원병들은 그들의 유니폼을 입고 특수 부대로 옮길 수 있었다. 후사르와 창기병들은 예전 부대에서 가져온 돌만 재킷을 입고 검은색으로 염색했다. 후사르와 창기병들은 빨간색은 생략하고 흑백만 착용했다. 장교들의 제복에는 흰색이 아닌 은색 줄이 달려 있었고, 추가로 검은색 털로 장식되어 있었다. 뤼초 자유군단은 검은 후사르 제복을 입었다. 티롤 출신 엽병은 녹색 외장이 달린 회색 제복을 유지하였다.

### 머리장식
급조된 성격 때문에 자유군단이 착용하는 머리장식은 다양했다. 보병용 모자는 1809년 실이 소속되어 있던 군단과 일치하며 검은 샤코와 걸쇠, 사이드 코드와 술로 구성되어 있다. 그 기병은 펠트 샤코를 입었고 일부는 판지로 만들어 졌지만 검은색과 노란색으로 물들인 장식술을 갖고 있었다. 또한 날씨를 보호하기 위해 검은 유포를 씌기도 했다. 행진을 위해 기병들은 검은 말털 술과 검은 끈을 매는 것이 익숙했다. 티롤 출신 가족은 그들의 고향 지역의 뒤집힌 깃털 달린 모자를 계속 썼다.
일부 지원병들은 끝 부분이 높은 모자나 심지어 큰 베레모를 뽐내기도 했다. 종종 명령에 반대하는 시민이나 학생 사회의 상징이 부착되기도 했다. 뤼초와 일부 군인들은 왕명에 의해 금지되기 이전까지 머리장식에 두개골을 썼다.

## 구성
뤼초 자유군단은 뛰어난 활동, 에너지 및 사업으로 유명한 지원병 군단이라는 점에서 몇몇 군단과 차별화되었다. 많은 일반 군부대와는 달리 그들의 충성은 프로이센이나 호엔촐레른가보다는 독일 전체에 대한 것이었다. 이들 가운데 다수는 프랑스인들을 독일에서 완전히 몰아내기 전까지는 머리카락이나 수염을 자르지 않겠다고 맹세했다. 그럼에도 불구하고 그곳은 프로이센 육군에서 가장 높은 탈영병을 가졌고 국왕에 의해 눈에 띄게 냉정하게 대접받았고 주요한 군사적 성공에 있어서 상대적으로 성취된 것이 거의 없었다.
군단의 평균 규모는 보병 2,900명, 기병 600명, 포병 120여 명으로 전쟁 내내 다양했다. 처음에는 프랑스 군대의 후방에서 나중에는 대프랑스 동맹의 정규 부대로 독립적으로 활동하면서 많은 전투에서 싸웠다. 뤼초프 자유군단은 남은 전쟁 기간 동안에 대단한 용기를 보였고 나폴레옹 자신이 그들의 우두머리를 "복수의 띠의 단장이자 도적인 뤼초프"(brigand Lützow, chef du corps de la Vengeance)라고 부르면서 그들을 예외적인 적대감으로 여겼던 프랑스인들에게 지속적인 짜증의 원천이 되었다.
1813년 6월 4일부터 8월 13일까지 있었던 휴전 선언에서 미움을 받는 황제를 상대로 대승을 거두기를 열망하던 군단은 적진 깊숙이 숨어 있다가 독일이 장악하고 있는 영토로 서둘러 돌아가던 도중에(아마 프랑스의 안전 조치 하에 있을 것으로 추정됨) 휴전 조건에 모순되게 붙잡혔다. 프랑스의 프랑수아 푸르니에사를로베즈(François Fournier-Sarlovèze)는 "당신을 제외한 모든 사람들을 위한 휴전"이라고 설명하라는 요구에 답하며 군단에 대한 공격을 명령했다.
뤼초 자유군단은 1814년 파리 조약 이후에 해산되었다. 보병은 크리스티안 프리드리히 엥겔 폰 페테르도프 휘하에 2,419명(장교 82명, 일반 병사 2,337명)으로 구성된 정규 보병으로서 제25보병연대로 전환되었다. 기병대는 뤼초프 휘하의 제6울란으로 재편성되었다. 나폴레옹이 엘바에서 돌아온 이후에 두 연대 모두 백일천하 동안에 리니 전투, 워털루 전투에서 싸웠다. 그들의 부대 구성은 여전히 독특했고 같은 검은색 리테브카와 샤코를 유지하는 등 뤼초프 자유군단의 인상을 남겼다.

## 유산
뤼초 자유군단은 비교적 작은 규모와 군사적 성공이 없었음에도 불구하고 독일 전역에서 온 사람들로 구성된 유일한 군부대였기 때문에 전쟁 이후에 유명해졌다.
19세기 내내 이러한 반나폴레옹 자유 군단은 독일 민족주의자들에 의해 크게 찬양과 찬양을 받았고 그들의 위업을 중심으로 영웅적인 신화가 형성되었다. 1817년에 있었던 바르트부르크 축제에서 많은 수의 뤼초프 자유군단 참전 용사들이 독일의 통일과 민주적인 개혁을 요구하면서 검은 천, 붉은 안단, 그리고 유니폼에 달린 금빛 단추의 조합으로 형성된 흑적금 삼색 도안은 나중에 독일의 공화주의와 민족주의의 이상과 연관되게 되었다. 1832년에 있었던 함바흐 축제와 1848년 독일 혁명 동안에 이러한 색깔의 깃발이 사용되었고 현대의 독일의 국기와 비교해 종종 역순으로 전시되기도 했다. 신성 로마 제국을 연상시키는 이 조합은 1919년에 공식적으로 독일의 국색으로 선정되었고 1949년에 다시 한번 선정되었다.
독일이 제1차 세계 대전에서 패배한 이후에 뤼초 자유군단과 관련된 전설은 공화주의보다 민족주의에 훨씬 더 중점을 둔 극단주의 단체들에 의해 호출되었다. 그 결과 바이마르 공화국 시기에 준군사 자유군단 가운데 하나인 "뤼초 자유군단"(Freikorps Lützow)이 등장하기도 했다.